# Ingress (Computerspiel)
Ingress ist ein von der Firma Niantic Labs, heute Niantic, Inc., für mobile Geräte mit den Betriebssystemen Android und iOS entwickeltes Augmented-Reality-/Alternate-Reality-Computerspiel. Das Spiel wird unter Zuhilfenahme von Standortdaten des GPS im Freien gespielt und nutzt Gebäude, Denkmäler und andere auffällige Objekte der realen Welt zur Einteilung und Gestaltung der virtuellen Spielwelt. Im Spiel existieren zwei Gruppierungen, die mit dem Ziel gegeneinander antreten, möglichst große öffentliche Bereiche unter ihre virtuelle Kontrolle zu bringen.

## Handlung

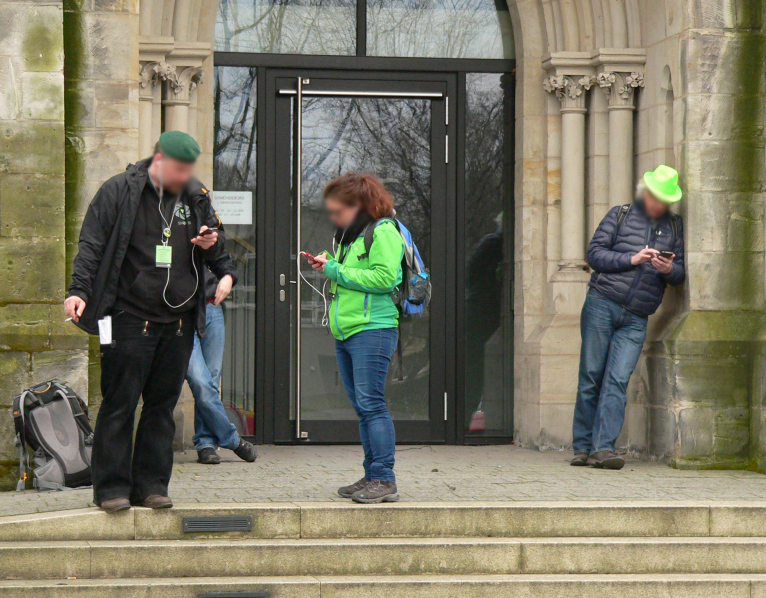
Ingress-Spieler der Erleuchteten (grün)

Hintergrund des Spiels bildet die Entdeckung einer neuartigen fiktiven Energie (Exotic Matter, kurz: XM), die sich zunehmend auf der Erde ausbreitet. Als Verursacher wird eine unbekannte Gruppierung namens Shaper vermutet, die überall auf der Erde sogenannte Portale errichtet hat, durch die die neue Energie beständig in die Welt einsickert. Die Beweggründe der Shaper sind nicht bekannt, allerdings wurde festgestellt, dass Menschen mit Hilfe dieser Energie unterschwellig beeinflusst werden können. Zwei Fraktionen befinden sich im Wettstreit um den Umgang mit dieser neuen Energie: die Erleuchteten und der Widerstand. Der Spieler muss sich zu Beginn entscheiden, welcher Seite er sich anschließen möchte.
Die Fraktion der Erleuchteten (engl.: Enlightened) wird im Spiel grün dargestellt. Es ist die Fraktion, die die Energie zum Vorteil der Menschheit nutzen möchte. Allerdings beruht das nur auf Vermutungen, da im Spiel nicht bekannt ist, ob diese Energie der Menschheit wirklich den Fortschritt bringt oder noch unbekannte, negative Auswirkungen hat. Sie werden im Spielerjargon auch als Frösche (engl.: Frogs / Toads) bezeichnet.

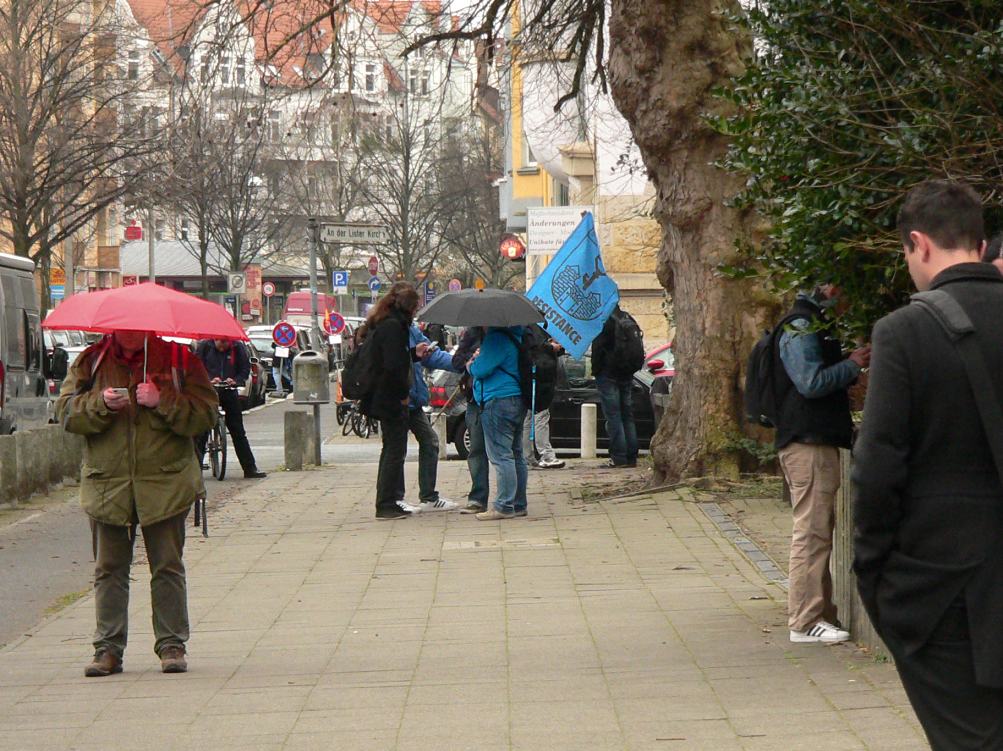
Ingress-Spieler des Widerstands (blau)

Ihre Gegenspieler bilden den Widerstand (engl.: Resistance), der verhindern möchte, dass die Energie weiter auf die Erde kommt. Sie gehen davon aus, dass das schlecht für die Menschen ist, weil sie durch die Energie manipuliert werden. Auch diese Fraktion hat keine genaue Kenntnis über die Energie, somit ist nicht klar, ob sie den Fortschritt verhindert oder tatsächlich Schaden von der Menschheit abwendet. Sie werden im Spiel blau dargestellt, im Spielerjargon werden die Spieler dieser Fraktion als Schlümpfe (engl.: Smurfs) bezeichnet.
Beide Fraktionen versuchen, möglichst viel Gebiet unter sogenannten Kontrollfeldern zu erobern, die zwischen den Portalen errichtet werden. Das Gebiet wird weltweit zusammengezählt und daraus die Spielwertung errechnet. Im weiteren Verlauf des Spiels findet der Spieler Informationsfetzen (Medien wie Zeitungsausschnitte, Dokumente oder Tonaufnahmen auf YouTube und Facebook), anhand derer die Story weiterentwickelt wird. Diese Informationen konnte der Spieler auch über den wöchentlichen Ingress Report erhalten, welcher von Susanna Moyer moderiert wurde. Die Inhalte des Ingress Report umfassten nicht nur neue Story-Elemente, sondern auch Infos über neue Funktionen des „Scanners“ (so der Name der App im Jargon des Spiels), XM-Anomalien (offizielle Veranstaltungen, an denen die Fraktionen gegeneinander antreten) oder Aktionen von „Agenten“ auf der ganzen Welt. Der Letzte Ingress Report erschien am 12. August 2020. Es ist aktuell unklar, ob er fortgeführt wird.

## Spielprinzip
Alle Aktionen eines Spielers werden über den sogenannten Scanner ausgeführt. Als Spielfeld wird eine virtuelle Karte mit dunklem Farbschema angezeigt, die auf den Geodaten von OpenStreetMap basiert. Neben der aktuellen Position des Spielers (Avatar) und seinem Aktionsradius (als Kreis), werden Portale, Resonatoren und die Exotische Materie (exotic matter, XM) in der näheren Umgebung dargestellt. Gespielt wird, indem man sich mit seinem Android- oder iOS-Gerät zu den Portalen bewegt und der Scanner dadurch herumliegende XM einsammelt. Befindet sich ein Portal im Aktionsradius, kann damit interagiert werden. Portale können gehackt, eingenommen, ausgebaut, verlinkt oder angegriffen werden. Ein Gebiet wird erobert, indem mehrere Portale verlinkt, also virtuell verbunden werden. Hierzu wird der Schlüssel des jeweiligen Portals benötigt. Werden drei Portale miteinander verlinkt, entsteht ein Kontrollfeld. Der Wert eines eroberten Gebiets richtet sich danach, wie viele Menschen – „Mind Units“ (MU) – statistisch gemittelt in diesem Gebiet wohnen.
Bei zu hoher eigener Geschwindigkeit (ca. über 50 km/h) sind abgesehen vom Sammeln von XM keine Aktionen möglich. Durch bereits oben genannte Aktionen erhält man Aktionspunkte (AP); diese werden zum Aufsteigen im Level benötigt.

### Exotic Matter (XM)
Die „exotische Materie“ (engl. Exotic Matter, kurz XM) wird durch weiß-blaue Punkte auf der Karte dargestellt und entsteht insbesondere an Portalen in großer Konzentration. Sie wird innerhalb des Aktionsradius automatisch aufgesammelt, solange man noch nicht seinen maximalen XM-Vorrat (abhängig vom Spieler-Level) erreicht hat. Die vorhandenen XM-Punkte sind für alle Spieler vor Ort eine gemeinsame Ressource. Sammelt ein Spieler sie auf, sind sie für andere für 20 Minuten verbraucht, dann werden sie erneuert.
XM wird für nahezu alle Aktionen im Spiel benötigt, also z. B. für das Hacken von Portalen oder das Setzen oder Angreifen von Resonatoren. Das Aufladen geschwächter Resonatoren kostet relativ viel XM.

### Portale
Um die für das Spiel wichtigen Items (XMP Burster, Resonatoren, Modifikatoren, Powercubes, Portal-Schlüssel und Medien) zu erhalten, muss der Spieler Portale hacken. Portale sind mit real existierenden Sehenswürdigkeiten, Statuen, Bauwerken, kulturell bedeutsamen oder anderweitig auffälligen Orten verknüpft und müssen mit Hilfe von GPS-Koordinaten und der Scanner-App vom Spieler aufgesucht werden. Unbesetzte Portale werden grau dargestellt und können von einer Fraktion eingenommen werden, indem mindestens einer von bis zu acht Resonatoren um das Portal herum platziert wird. Es wird dann in der Farbe der eigenen Fraktion dargestellt. Gehackt werden können sowohl neutrale, als auch eigene und gegnerische Portale, wobei man bei eigenen Portalen mehr Gegenstände (Items) bekommt, bei den gegnerischen XM verliert, dafür jedoch zusätzlich 100 Aktionspunkte (Action Points, AP) sammelt. Wurde ein unmodifiziertes Portal von einem Spieler viermal gehackt, gilt es für diesen für die nächsten 4 Stunden als ausgebrannt. Mit dem Itemtyp Multihack kann diese Zahl jedoch erhöht werden.
Die Einnahme von Portalen ist weiterhin wichtig, um Gebiete unter die virtuelle Kontrolle der eigenen Fraktion zu bringen und so Punkte für die Gesamtwertung der eigenen Gruppierung zu sammeln. Dies geschieht über das Verlinken der eingenommenen Portale. Dafür müssen drei Portale (im Dreieck – also drei Links) verbunden werden. Um Portale verlinken zu können, müssen beide zum Zeitpunkt der Verlinkung mit jeweils acht Resonatoren voll bestückt sein. Außerdem benötigt man einen sogenannten Portal-Schlüssel für das Portal, zu dem gelinkt werden soll, der mit Hilfe des Scanners aufgenommen werden kann. Zudem dürfen zwischen diesen Portalen keine andere Links im Weg sein und das Ausgangsportal darf auch nicht bereits von einem Feld abgedeckt sein. Ein Portal kann maximal acht ausgehende Links haben und benötigt zum Aufrechterhalten des Links immer mindestens drei Resonatoren. Die Anzahl der ausgehenden Links kann durch einen Softbank-Ultra Link erhöht werden. Miteinander verlinkte Portale verstärken gegenseitig ihre Widerstandskraft gegen Angriffe.
Gegnerische Portale können erobert werden, indem die Resonatoren mit Items des Typs XMP-Burstern oder Ultra-Strikes beschossen und zerstört werden. Sind alle Resonatoren zerstört, wird das Portal wieder neutral (grau) und kann mit eigenen Resonatoren bestückt werden. Darüber hinaus gibt es den Jarvis-Virus und den ADA-Refactor, mit denen ein Spieler ein Portal direkt übernehmen kann, wodurch alle Resonatoren und Modifikatoren erhalten bleiben.
Mitspieler, die mindestens Level 10 erreicht haben, können neue Portale vorschlagen. Diese Vorschläge werden von anderen Spielern, die mindestens Level 12 erreicht haben, im sogenannten Niantic Wayfarer (früher Operation Portal Recon (OPR)) bewertet. Anhand der Bewertungen wird entschieden, ob ein Vorschlag tatsächlich zu einem neuen Portal im Spiel wird.

### Action-Points und Spieler-Level
Für ausgeführte Aktionen werden Action-Points (AP) vergeben. Nach Erreichen einer bestimmten Menge dieser Punkte steigt der Spieler in ein höheres Level auf. Auch Resonatoren, XMP und Ultra-Strikes sind Leveln zugeordnet. Ein Spieler darf nur solche Objekte einsetzen, deren Level kleiner oder gleich seinem Spieler-Level sind. Neben den reinen AP werden auch weiterführende Statistiken erfasst (Anzahl der Hacks, Anzahl „entdeckter“ Portale, Anzahl der zerstörten oder eingebauten Resonatoren etc.). Sobald ein Spieler eine bestimmte Anzahl erreicht hat, erhält er dafür eine Medaille (Badge), die es in den Stufen Bronze, Silber, Gold, Platin und Onyx, auch Black genannt, gibt. Um über Level 8 hinaus zu gelangen, muss der Spieler zusätzlich noch eine gewisse Menge Medaillen verschiedener Stufen erreicht haben. Das derzeit maximale Spieler-Level ist 16. Resonatoren, XMP, Powercubes und Ultra-Strikes gibt es bis zu Level 8. Ein Vorteil von Spieler-Leveln höher als 8 ist, dass der XM-Tank vergrößert wird und sich die maximale Reichweite, in der man ein Portal wieder aufladen kann, erhöht. Mit der Einführung von Ingress Prime besteht die Möglichkeit eine Recursion durchzuführen. Dabei wird das Spieler Level wieder auf 1 gesetzt, alle bis dahin gesammelten Medaillen bleiben aber bestehen. Man erhält für die Recursion eine Medaille namens Simulacrum. Eine Recursion kann mehrfach durchgeführt werden. Die Anzahl durchgeführter Recursions sind an einem Zähler an der Simulacrum Medaille sichtbar. Mit jeder Recursion besteht die Möglichkeit die Fraktion zu wechseln.
| Level | AP         | Medaillen          | XM-Tank-Größe | Ladedistanz |
| ----- | ---------- | ------------------ | ------------- | ----------- |
| 1     | 0          | -                  | 3.000 XM      | 250 km      |
| 2     | 2.500      | -                  | 4.000 XM      | 500 km      |
| 3     | 20.000     | -                  | 5.000 XM      | 750 km      |
| 4     | 70.000     | -                  | 6.000 XM      | 1.000 km    |
| 5     | 150.000    | -                  | 7.000 XM      | 1.250 km    |
| 6     | 300.000    | -                  | 8.000 XM      | 1.500 km    |
| 7     | 600.000    | -                  | 9.000 XM      | 1.750 km    |
| 8     | 1.200.000  | -                  | 10.000 XM     | 2.000 km    |
| 9     | 2.400.000  | 4× Silber, 1× Gold | 11.500 XM     | 2.250 km    |
| 10    | 4.000.000  | 5× Silber, 2× Gold | 13.000 XM     | 2.500 km    |
| 11    | 6.000.000  | 6× Silber, 4× Gold | 14.500 XM     | 2.750 km    |
| 12    | 8.400.000  | 7× Silber, 6× Gold | 16.000 XM     | 3.000 km    |
| 13    | 12.000.000 | 7× Gold, 1× Platin | 17.500 XM     | 3.250 km    |
| 14    | 17.000.000 | 2× Platin          | 19.000 XM     | 3.500 km    |
| 15    | 24.000.000 | 3× Platin          | 20.500 XM     | 3.750 km    |
| 16    | 40.000.000 | 4× Platin, 2× Onyx | 22.000 XM     | 4.000 km    |

### Items
Items sind benutzbare Gegenstände im Spiel und können vom Spieler durch das Hacken eines Portals oder durch Passcodes erlangt werden. Items können auch abgelegt (drop) und wieder aufgenommen und so zwischen verschiedenen Spielern ausgetauscht werden. Bei manchen Items gibt es Abstufungen im Level und der Häufigkeit des Auftretens. Ein Spieler kann maximal 2000 Items im Inventar haben. Das Inventar kann durch den Kauf sogenannter Tresore um 500 erweitert werden. In diesen lassen sich ausschließlich Schlüssel lagern. Durch Passcodes oder Hacks, die viele Items liefern, kann das Inventar auch einen Wert über 2000 erreichen. Dann sind keine Hacks mehr möglich, bis das Inventar wieder verringert wird.
Resonatoren
Resonatoren verstärken die „exotische Materie“ (XM „Exotic Matter“), die ein Portal generiert. Jedes Portal kann bis zu 8 Resonatoren in sogenannten Slots (dt. Steckplätze) aufnehmen. Beim Setzen des ersten Resonators übernimmt das Portal dabei die Ausrichtung des Spielers, der diesen Resonator setzt, d. h. das Portal wird von dessen Fraktion kontrolliert. Jeder Resonator kann eine gewisse Menge XM speichern, wobei er jeden Tag 15 % der Gesamtkapazität durch den sogenannten Decay (dt. Zerfall) verliert. Auch Angriffe feindlicher Spieler reduzieren die gespeicherte Energie. Resonatoren, deren Energie auf 0 sinkt, zerfallen vollständig, so dass der Slot wieder frei wird. Zerfällt der letzte Resonator, wird das betreffende Portale wieder neutral und kann wieder eingenommen werden. Resonatoren von Portalen in Reichweite können geladen werden, um den Zerfall zu verhindern.
Resonatoren gibt es in 8 Stufen (Leveln), wobei pro Portal und Spieler nur eine begrenzte Menge an Resonatoren gesetzt werden darf (z. B. darf ein Spieler nur je einen L8- und L7-, aber bis zu vier L3- oder acht L1-Resonatoren setzen). Die Summe aller Resonatorlevel geteilt durch acht abgerundet ergibt das Portallevel.
Waffen
Waffen werden benutzt, um gegnerische Resonatoren zu zerstören. Man unterscheidet sie zwischen „eXotic Matter Pulse“ (kurz: XMP) und Ultrastrikes. Letztere haben eine geringere Reichweite als XMPs, verfügen dafür über die doppelte Schadenswirkung. Während XMPs für den allgemeinen Gebrauch genutzt werden, eignen sich Ultrastrikes im Besonderen für das Zerstören von Modifikatoren. Für beide Arten gilt, dass sie „aufgeladen“ und dadurch ihre Angriffswirkung um bis zu 20 % verstärkt werden können.
Portalkeys
Portalkeys (dt. Portalschlüssel) sind essentiell, um Felder im Spiel zu bauen. Pro ausgehendem Link wird ein Key des entfernten Portals benötigt und verbraucht, also aus dem Inventar entfernt. Zusätzlich können Portale, von denen man einen Key besitzt aus der Ferne geladen werden.
Modifikatoren
Portale können mit bis zu vier Modifikatoren ausgestattet werden, um die Portaleigenschaften zu verbessern. Jeder Spieler kann maximal zwei Modifikatoren pro Portal setzen. Modifikatoren gibt es in bis zu drei verschiedenen Häufigkeitsstufen (häufig/selten/sehr selten). Je seltener, desto größer ist die Wirkung:
- Portal Shield (häufig/selten/sehr selten): Reduziert den Schaden bei gegnerischen Angriffen am Portal und den Resonatoren.

- AEGIS Shield (sehr selten): Eingeführt im Rahmen einer Kooperation mit dem Versicherungskonzern Axa als AXA Shield. Reduziert den Schaden am Portal und den Resonatoren nochmals besser als der sehr seltene Portal Shield. Dezember 2017 wurde statt des Sponsors der fiktive Ingame-Entwickler „Visur Technology“ Namensgeber.

- Link Amp (selten/sehr selten): Erhöht die Reichweite der möglichen Links. Sehr seltene Link Amps können nicht gehackt werden, sondern sind lediglich über Passcodes verfügbar.
- SoftBank Ultra Link kurz SBUL (sehr selten): Eingeführt im Rahmen einer Kooperation mit Softbank. Erhöht neben der Reichweite die Zahl maximal möglicher ausgehender Links um je acht, so dass maximal 40 ausgehende Links möglich sind.
- Heat Sink (häufig/selten/sehr selten): Verkürzt die Abkühlzeit eines Portals zwischen den Hacks und nach dem Burnout (dt. ausbrennen) um −20 %, −50 % oder −70 %.
- Multi-Hack (häufig/selten/sehr selten): Lässt ein Portal erst nach zusätzlichen Hacks ausbrennen. Zu den normalen 4 Hacks kommen +4, +8 oder +12 hinzu.
- Turret (selten): Erhöht die Anzahl der vom Portal ausgeführten Attacken auf gegnerische Spieler.
- Force Amp (selten): Verstärkt den durch das Portal verursachten Schaden dieser Attacken.
- ITO EN Transmuter (-) (sehr selten): Erhöht die Ausgabetendenz beim Portalhack in Richtung Waffen / Abriss. Eingeführt im Juli 2017 in Kooperation mit ITO EN
- ITO EN Transmuter (+) (sehr selten): Erhöht die Ausgabetendenz beim Portalhack in Richtung Verteidigung / Aufbau.

Die Stärke der Transmuter ist in der Kombination von mathematischen Regeln abhängig. So wird bei der gleichzeitigen Setzung von einem (-) und einem (+) Transmuter die Wirkung aufgehoben.
Während sich die Wirkung mehrerer eingesetzter Portal Shields addiert, verstärken sich die Wirkungen der restlichen Modifikatoren nicht im selben Maß. Im Laufe der Spielgeschichte wurden einzelne Wirkungsweisen immer wieder mehr oder weniger von den Entwicklern modifiziert, so wurde die Wirksamkeit und Haltbarkeit der Portal Shields z. B. mehrfach verändert.
Viren
Viren, oder auch „Flipcards“, erlauben es, ein gegnerisches oder eigenes Portal zu drehen, sodass es der jeweils anderen Faktion angehört. Enthaltene Resonatoren und Modifikatoren bleiben dabei erhalten, anliegende Links und Felder werden zerstört. Es gibt zwei Varianten, den Jarvis-Virus (grün) und den ADA-Refactor (blau).
Der Jarvis-Virus kann blaue Portale drehen, so dass sie unter der Kontrolle der Enlightened stehen. Umgekehrt kann mit einem ADA-Refactor ein grünes Portal unter die Kontrolle der Resistance gebracht werden. Es ist möglich, ein Portal der eigenen Faktion zu drehen (z. B. um Links der eigenen Faktion zu zerstören). Nachdem ein Portal mit einem Virus gedreht worden ist, müssen 60 min vergehen, bis das Portal erneut mit einem Virus gedreht werden kann.
Capsules
In Capsules (dt. Kapseln) können bis zu 100 Items gespeichert werden und ermöglichen dadurch einen schnellen Itemtransfer zwischen zwei Spielern. Kapseln wurden als Spielelement 2014 hinzugefügt und 2015 in Kooperation mit Mitsubishi UFJ Financial Group durch die sogenannten MUFG-Capsules ergänzt, die eine zufallsgesteuerte Verzinsung der eingelagerten Items bieten. Die MUFG Capsule wurde analog zum AXA Shield Ende 2017 durch die Quantum Capsule mit den gleichen Eigenschaften ersetzt, Items in diesen beiden Kapseln werden normal zum Inventar gezählt. Kapseln, die das Itemlimit übersteigen, können nicht aufgenommen werden.
Mit Einführung des Ingameshops Ende 2015 kamen sogenannte Keylocker-Kapseln ins Spiel, mit denen es möglich ist jeweils 100 Portalkeys (keine anderen Items) zu lagern, ohne das Inventar zu belasten. Diese müssen käuflich erworben werden und sind auf 5 Stück pro Spieler begrenzt. Der Spieler kann also maximal 500 Keys mehr im Inventar halten. Im Rahmen des fünften Geburtstages von Ingress gab es kostenlos eine Keylocker-Kapsel für jeden Spieler. Mittlerweile heißen diese Kapseln Tresore.
Im Oktober 2020 wurde die sogenannte Kinetic Capsule, zu deutsch „Kinetische Kapsel“ eingeführt. Das Prinzip dieser Kapsel sieht vor, das man mehrere niedrig-levelige Items (z. B. Level 4 Waffen oder Level 4 Resonatoren) in diese hineingibt und sich dann mehrere Kilometer fortbewegt. Als Belohnung für den Item- und Kilometereinsatz erhält man sehr seltene Items wie z. B. SoftBank Ultra Link oder sehr seltene Portalschilde.
Power Cubes
Power Cubes speichern eine gewisse Menge an XM, welche bei Anwendung dem Spieler gutgeschrieben wird. Cubes gibt es in acht Stufen; sie enthalten pro Stufe 1000 XM. Cubes werden nicht automatisch aktiviert, wenn der XM-Vorrat des Spielers zur Neige geht. Außerdem geht überschüssiges XM verloren, wenn die freie Kapazität des Spielers nicht ausreicht, um den Inhalt des Cubes aufzunehmen. Cubes können nur einmal benutzt werden, es ist nicht möglich, XM darin abzulegen oder teilweise zu entnehmen.
Zudem gibt es seit Februar 2016 Lawson-PowerCubes, deren XM-Menge sich nach dem Spielerlevel richten (je höher das Level, desto mehr XM erhält der Spieler). Bei Aktivierung lädt der Lawson-Cube automatisch den XM-Speicher auf, bis der Cube verbraucht ist. Während dieser Zeit wird kein XM von der Karte gesammelt. Seit Mai 2017 gibt es zusätzlich Circle-K PowerCubes mit gleicher Funktion.
Mittlerweile wurden die Partnerschaften zwischen Niantic und den Firmen Circle-K und Lawson beendet. Der Circle-K PowerCube wurde vollständig aus dem Spiel entfernt, wobei noch vorhandene Circle-K PowerCubes im Inventar der Spieler verblieben. Der Lawson PowerCube wurde in Hypercube umbenannt.
Media
Durch Media Items werden von Niantic kurze Videos verbreitet, die den weiteren Spielverlauf beschreiben. Oftmals sind diese kryptisch und nur schwer zu deuten. Auch während der Ingress First Saturdays konnte man spezielle Mediaitems passend zum IFS am Startportal erhacken.
Powerups
Powerups können ausschließlich im Ingameshop käuflich erworben, nicht von Spielern gehackt oder getauscht werden.
- Portal Fracker: kann auf einem Portal platziert werden und verdoppelt 10 Minuten lang den Output des Portals pro Hack. Diese Eigenschaft können alle Spieler nutzen, die das Portal hacken.
- Beacon: kann ebenfalls auf einem Portal platziert werden und lässt für 4 Stunden ein von allen Spielern sichtbares Zeichen über dem Portal erscheinen. Es gibt ein ENL- und ein RES-Beacon, ein Meetup- (in Form zweier Kaffeetassen) und ein Target-Beacon (in Form eines Hexagons und eines daraufzeigenden Pfeils). Weiter existierte temporär ein Black-Lives-Matter-Beacon, mit dem das BLM-Icon über dem Portal angezeigt wurde.
- Apex: Gewährt dem Spieler für 30 Minuten die doppelte Anzahl an AP für alle Aktionen, bei denen man AP erlangen kann. Wurde im April 2020 als „Hilfsmittel für neu eingestiegene Agenten“ angekündigt und in das Spiel eingeführt.
- Feuerwerk: In Blau (Resistance) oder Grün (Enlightened) explodierende Feuerwerksraketen, die für 10 Minuten über dem Portal angezeigt werden.

### Passcodes
Passcodes gewähren dem Spieler Items. Sie sind üblicherweise in Medien und Dokumenten versteckt, welche über soziale Medien (wie Facebook) verbreitet werden und müssen von den Spielern gefunden und entschlüsselt werden. Passcodes können auch zu verschiedenen Anlässen (z. B. Ingress-Events) oder von Werbepartnern direkt an Spieler ausgegeben werden. Für die Eingabe eines Codes erhält man AP, XM, Items und/oder auch Badges. Dabei gibt es für jeden Code andere Belohnungen, für denselben Code jedoch immer die gleichen. Es gibt verschiedene Limitierungen, die eine zu häufige Eingabe eines Codes verhindern sollen. So ist es einem Spieler nicht möglich einen Code mehrmals einzugeben. Des Weiteren laufen Codes nach einer gewissen Zeit oder nach einer gewissen Anzahl an Benutzungen ab. Codes aus sozialen Medien enthalten oft XM, AP und mehrere Items und können von mehreren Spielern benutzt werden, während die Codes, die direkt an Spieler ausgegeben werden, oft nur einmal benutzt werden können und häufig nur ein Item enthalten.

### Missionen

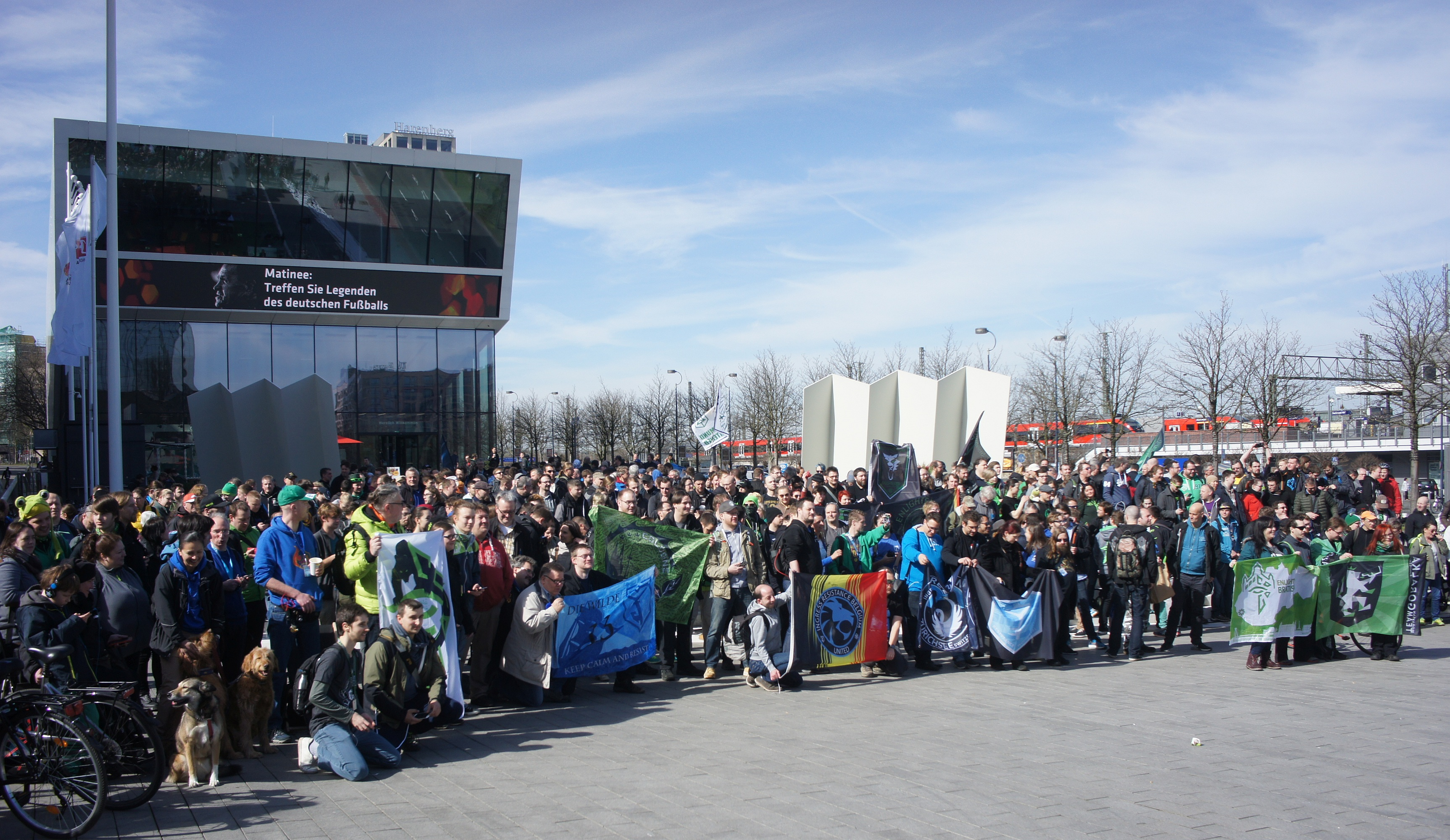
Ingress Mission Day in Dortmund

Missionen wurden mit dem Update auf Version 1.61.2 eingeführt. Missionen sind eine scriptbasierte Spielerweiterung, bei der beispielsweise Portale in einer bestimmten Reihenfolge aufgesucht und unterschiedliche Aufgaben erfüllt werden müssen. Die Missionen können seit ihrer Einführung zunächst nur von wenigen ausgewählten Spielern erstellt werden. Die Spielerweiterung arbeitet mit der Datenbank der Google-App Field Trip zusammen, die ebenfalls bei Niantic entwickelt wird. Missionen werden von Spielern erstellt und nach einer Kontrolle durch Niantic freigeschaltet. Anschließend können alle Spieler diese Mission durchführen. Da im Profil jedes Agenten dessen abgeschlossene Missionen erscheinen, werden häufig sogenannte Mosaik-Missionen erstellt; dabei handelt es sich um eine Serie von Missionen, welche in der richtigen Reihenfolge abgeschlossen ein Bild ergeben.
Dazu gibt es noch so genannte Mission Days, die als Zusammentreffen beider Fraktionen gelten. Dabei erstellt die Community der Stadt im Namen von Niantic eigene Missionen in einzelnen Gebieten, meistens in der Nähe von großen Plätzen oder besonderen Sehenswürdigkeiten. Meistens geschieht dies in Zusammenarbeit mit der zur Stadt dazu gehörigen Touristeninformationsbehörde. Die Teilnehmer müssen in einem bestimmten Zeitraum eine gewisse Anzahl an Missionen absolvieren. Anschließend wird der Spieler mit einem besonderen Abzeichen belohnt, welches bei mehreren Besuchen von Mission Days an Wertigkeit zunimmt.

### Anomalien

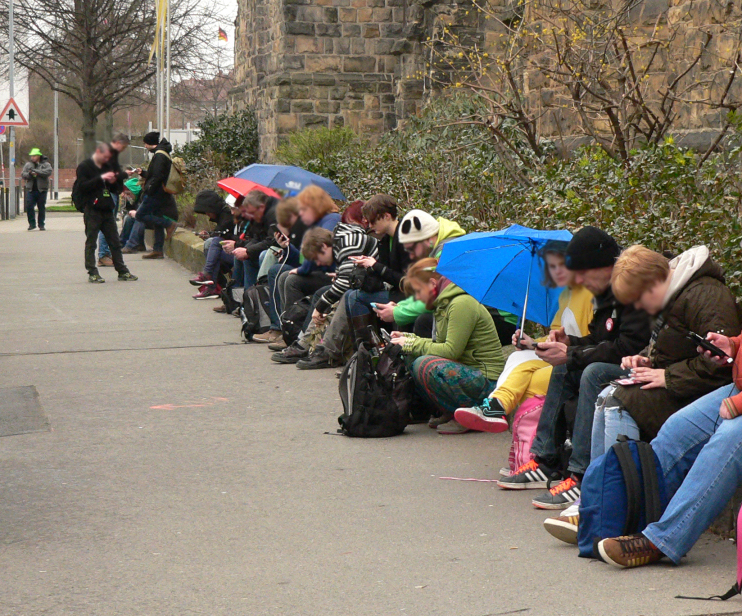
Ingress-Spieler in Hannover während einer Anomalie, 2015

Anomalien sind offiziell von Niantic veranstaltete, Ingress-bezogene Events, in welchen beide Fraktionen gegeneinander antreten und bestimmte Portale erobern müssen. Anhand der Ausgänge der Anomalien wird die Hintergrundgeschichte weiterentwickelt. Während anfangs meistens einzelne Events stattfanden, sind mittlerweile die meisten Anomalien Teil einer Serie, welche sich über einige Wochen zieht. Dabei findet im Lauf einer Reihe in regelmäßigen Abständen Events in verschiedenen Städten statt, deren Ergebnisse am Ende der Eventreihe zusammengerechnet werden. Bei diesen Anomalien wird zwischen Hauptanomalien (Primary) und Nebenevents (Satellite oder Secondary) unterschieden. Während bei den Hauptanomalien wichtige Personen aus der Hintergrundgeschichte mitwirken, geht es bei Nebenevents hauptsächlich um das Spielgeschehen. Die Aufteilung in unterschiedliche Events wurde mittlerweile aufgegeben, so dass alle städte gleichberechtigt sind.
Ursprünglich waren Anomalien singuläre Events und wurden später zu Serien ausgebaut.
Einzelne Anomalien/Events:
1. battleforcahokia (Winter 2012/13)
2. SaveKlue (Frühling 2013)
3. IngressSXSW (Frühling 2013)
4. Freemisty (Frühling 2013)
5. Operation Juice Club (Frühling 2013)
6. Shaperdata (Frühling 2013)
7. Magic Castle (Frühling 2013)
8. Bowstring (Frühling 2013)
9. IngressDays (Sommer 2013)
10. TimeZero (Sommer 2013)
11. SaveKlue (Sommer 2013)
12. Voynich (Sommer 2013)
13. Minotaur (Sommer 2013)
14. FateOfThe13 (Anfang 2017)[10]

Die bisherigen Anomalieserien sind:
1. Cassandra (Sommer 2013)
2. 13Magnus (Herbst 2013)
3. Recursion (Winter 2014)
4. Interitus (Frühling 2014)
5. Helios (Sommer 2014)
6. Darsana (Herbst 2014)
7. Shōnin (Winter 2014)
8. Persepolis (Frühling 2015)
9. Abaddon (Herbst 2015)
10. Obsidian (Frühling 2016)
11. Aegis Nova (Frühling/Sommer 2016)
12. Via Lux (Sommer/Herbst 2016)
13. Via Noir (Herbst 2016)
14. 13MagnusReaweakens (Sommer/Herbst 2017)
15. EXO5 (Herbst/Winter 2017)
16. Cassandra Prime (Sommer 2018)
17. Recursion Prime (Herbst 2018)
18. Darsana Prime (Winter/Frühling 2019)
19. Abaddon Prime (Mai 2019)
20. Myriad (Juli 2019)
21. Umbra (Oktober 2019)
22. Superposition (Juli 2022, München)

Es gibt verschiedene Arten von Events. Generell unterscheidet man zwischen einer Cluster-Anomalie, dem Shard-Spiel, dem Flash-Shard-Spiel und der Hybrid-Anomalie.
- Die Cluster-Anomalie ist der älteste Event-Modus. Hier wird die Stadt, in der das Event stattfindet, in Gebiete (= Cluster) eingeteilt, die meist aus 20–100 Portalen bestehen. Dort wird jede Stunde für 5 bis 10 Minuten ein Cluster gewertet, d.H. wie viele Portale Grün oder Blau sind, wie viele Links und Felder sie haben, welches Level die Portale haben. Dazu kommen speziell markierte Portale, die mehr werten, oder Portale, die Minuspunkte geben. Dies folgt in der Regel sechs Mal, immer zur vollen Stunde.
- Das Shard-Spiel ist ein globales Event, in dem es gilt, Artefakte (= „Shards“) über einem Portal mit Hilfe von Links in ein Zielportal zu transportieren. Dabei ist die Anzahl der Zielportale sehr begrenzt, teilweise auf 6 pro Fraktion weltweit. Die Shards verfolgen einen Sprungzyklus von Fünf Stunden für einen kurzen Zeitraum. Ziel ist es, so viele Artefakte wie möglich für sein Team zu gewinnen.
- Das Flash-Shard-Spiel ist im Grunde wie das Shard-Spiel, begrenzt sich aber auf eine Stadt. Des Weiteren springen die Shards jede Stunde, und die Anzahl der Zielportale ist deutlich geringer als bei dem globalen Shard-Spiel.
- Eine Hybrid-Anomalie ist die Kombination aus dem Flash-Shard-Spiel und der Cluster-Anomalie.

Jedes Event hat dabei seine eigenen, individuellen Regeln.

### Temporäre Mini-Events
- September 2016: für die Via Lux Adventure-Explorer-Badge mussten die Spieler innerhalb des Monats September mindestens 300 neue, unterschiedliche Portale besuchen. Wer diese 300 überstieg, hatte zusätzlich die Chance auf die Via Lux Adventure-Odyssey-Badge. Hierfür musste man unter die Top 25 % Agents, der meistbesuchten Portale kommen. Eine genaue Zahl wurde erst am Ende des Events bekanntgegeben: sie betrug 711 Portale.
- Mai 2017: für die Magnus-Builder- oder die Magnus-Architect-Badge  galt es in einem Zeitraum von etwa 2 Wochen 1331 (ca. 167 Portale) bzw. 3113 (ca. 390 Portale) verschiedene Resonatorslots zu befüllen (durch Deploy oder Upgrade).
- Oktober 2017: für die EXO5-Controller-Badge mussten die Spieler innerhalb von etwa 14 Tagen 100,  500 oder 2000 Felder erstellen.
- Juli 2018: für die Cassandra-Neutralizer-Badge mussten die Spieler innerhalb von etwa 9 Tagen 100,  300 oder 1000 Portale neutralisieren.
- April 2019: für die Dark-XM-Badge mussten die Spieler innerhalb von etwa 5 Tagen eine kumulative Linklänge von 5, 50 oder 250 km erreichen. Weltweit mussten mehr al 400.000 Portale mehr besetzt sein, als am Anfang des Events um den Einfluss des Dark XM zu eliminieren und die Decayrate auf das Normale Mass abzusenken.
- Juli 2019: für die Myriad-Hack-Challenge-Badge mussten die Spieler innerhalb von etwa 11 Tagen 100, 350 oder 750 neue, unterschiedliche Portale besuchen. Insgesamt mussten weltweit alle Spieler 13.000.000 neue, unterschiedliche Portale hacken.
- August 2019: für die Aurora-Glyph-Challenge-Challenge-Badge mussten die Spieler innerhalb von etwa 11 Tagen 100, 500 oder 1000 richtige Glyphen ausführen. Dabei konnten pro Portal maximal 5 Punkte (pro Glyphsequenz einer) geholt werden. Insgesamt mussten weltweit alle Spieler 36.000.000 Punkte zusammen erreichen.
- September 2019: für die Avenir-Shard-Badge mussten die Fraktionen innerhalb von etwa 14 Tagen von 13 Shards mindestens 7 in 4 globale Ziele bringen. Jeder, der während dieser Zeit ein Portal gehackt hat, bekam die Medaille.
- Februar 2020: für die Didact-Field-Challenge-Badge mussten die Spieler innerhalb von 10 Tagen 100, 300 oder 1000 Felder erstellen. Insgesamt mussten weltweit alle Spieler 5.500.000 Felder erstellen.
- März 2021: für die Optima Kinetic Challenge mussten die Spieler eine bestimmte Anzahl an durchläufen der Kinetischen Kapsel (mit verringerter Kilometerzahl) absolvieren. Hierbei gab es die Möglichkeit, Jarvis Virus in der Kinetischen Kapsel herzustellen. Dies geschah aufgrund dessen da die Resistance eine vorhergegangene Challenge gewonnen haben (hätten die Enlightened diese Challenge gewonnen hätten ADA Refraktoren in der Kapsel hergestellt werden können). Mit der Optima Kinetic Challenge einhergehend wurde die „Kinetic Capsule Challenge“-Badge eingeführt, welche in späteren Events weiter gepusht werden kann.

### Portale scannen
Seit Februar 2020 bietet Ingress für bestimmte Geräte ab Android 7 und iOS ab Version 11 die Möglichkeit, Portale zu scannen. Dabei soll das Portal umrundet und mittels der Kamera gefilmt werden. Daraus berechnet Niantic 3D-Modelle der Portale. Wenn ein Portal gescannt wurde, ist man „Scout-Controller“ dieses Portals. Es gibt entsprechende Badges für beide Dinge.

## Veröffentlichung
Ingress wurde am 16. November 2012 als geschlossene Beta gestartet. Damals bestand die Pflicht, sich auf der Website als Interessent zu registrieren, bevor man nach einer Wartezeit einen Freischaltcode erhielt. Zudem bestand die Möglichkeit, einen Aktivierungscode durch das Erstellen von Artworks, welche auf der Google-+-Seite von Ingress eingereicht werden können, zu erhalten oder sich von bereits im Spiel befindlichen Spielern einladen zu lassen.
Ab dem 31. Oktober 2013 war das Spiel in der offenen Beta-Phase, d. h. es konnte jeder – auch ohne Einladungscode – daran teilnehmen. Am 14. Dezember 2013 wurde die Beta-Phase des Spiels beendet.
Seit dem 14. Juli 2014 gab es Ingress auch im iTunes Store für iOS ab Version 7.0. Die App ist für die iPhones 5, 6 und 6 Plus optimiert. Ab Version 1.58.3 ist es unter iOS möglich, Portale vorzuschlagen, ab Version 1.63.0 auch zu verändern. Die Eingabe von Passcodes ist in iOS bisher nicht möglich. Die Spiele-Engines bis Version 1.131.2 sind nicht mit iOS 12 kompatibel. Trotz zunächst gegenteiliger Ankündigung arbeitete Niantic nach Erscheinen der neuen Betriebssystemsversion an einer Anpassung, die mit der Version 1.133.0 verfügbar wurde. Für das sich noch in Entwicklung befindliche Ingress Prime wird Kompatibilität auch für zukünftige Betriebssystemsversionen versprochen.
Ende 2014 wurden drei neue Medaillen in das Spiel gebracht; „Trekker“ für das Laufen von Kilometern, „Engineer“ für das Stecken von Modifikatoren und „Spec-Ops“ für das Beenden von Missionen. Am 15. Januar 2015 wurde zusätzlich eine „Recruiter“-Medaille eingeführt, welche man für erfolgreich eingeladene neue Spieler erhält. Dabei zählen nur Spieler, die mindestens Level 3 erreichen.
Am 26. Februar 2015 wurde die Medaille „Illuminator“ freigeschaltet, mit der mittels Felder-Bau „eingefangene“ Mind-Units (MU) honoriert werden. Alle bis zu diesem Zeitpunkt von einem Spieler errungenen persönlichen MUs zählen für die Bewertung der Medaillenklasse mit, sodass ein Spieler mit entsprechend hoher Anzahl an MUs unmittelbar in die entsprechende Klasse (Bronze, Silber, Gold etc.) eingestuft wurde. Durch die Medaillenzuteilung erfüllte Voraussetzungen für einen Levelaufstieg hoben die entsprechenden Spieler unmittelbar in den höheren Level, wenn die übrigen Voraussetzungen bereits erfüllt waren.
Am 5. März 2015 wurde die „Sojourner“-Medaille implementiert. Der Sinn hinter ihr ist, jeden Tag (im Zeitraum von 24 Stunden) mindestens ein Portal zu hacken.

### Ingress Prime
Anfang November 2018 wurde eine komplett neugeschriebene Version des Spiels mit stark veränderter Optik und Bedienung unter dem Namen Ingress Prime auf den Markt gebracht. Das Spielprinzip ist identisch. Eine leicht überarbeitete Version des Originals blieb bis zum 30. September 2019 für alle in der Vergangenheit angemeldeten Spieler lauffähig und wurde unter der Bezeichnung Scanner (redacted) zum Download angeboten.

### Ingress C.O.R.E.
Im Februar 2021 wurde ein Abo-Modell, genannt C.O.R.E. Subscription eingeführt. Hierbei können Spieler für 4,99 $ (Preis je nach Region unterschiedlich) ein Abo-Modell abschließen und bekommen eine bestimmte Menge Ingame-Währung, Items und diverse optische Verbesserungen wie z. B. eine Übersicht der Items im Inventar direkt auf der Intel Map. Spieltechnische Verbesserungen wie stärkere Waffen oder ähnliches ist hierbei nicht inbegriffen. Im August 2023 wurde der Preis auf 7,99 $ bzw. 9,99 € erhöht, verbunden mit einer Erweiterung bei den gebotenen Leistungen.

## Anime
Das japanische Animationsstudio Craftar adaptierte das Spiel als Anime-Fernsehserie unter der Regie von Yūhei Sakuragi. Die 11 Episoden umfassende Serie lief vom 18. Oktober bis 27. Dezember 2018 als Debütwerk von Fuji TVs neuer Animations-Programmschiene Ultra+. Außerhalb Japans wurde die Serie von Netflix lizenziert und ist seit dem 30. April 2019 abrufbar.

## Rezeption
Der Publizist Sascha Lobo bezeichnete Ingress in seiner Kolumne für Spiegel Online als „cleveres Amalgam aus Spielfreude, Datensammlung und Begleitmehrwerten für Google“. Es sei ein „Musterbeispiel“ für Gamification, da Google durch den Einsatz der Spieler zahlreiche Daten erhalte, die für das Geschäftsmodell des Konzerns hilfreich seien. Dazu zählen beispielsweise Aufnahmen und Beschreibungen von Gebäuden, Denkmälern und Objekten, die zur Verbesserung der firmeneigenen Anwendungen wie Street View verwendet werden könnten. Auch sei es dem Unternehmen gelungen, selbst Google-Skeptiker zum Sammeln von Bewegungs- und Landschaftsdaten zu animieren.

## Kritik
2015 wurde Kritik an der Möglichkeit geübt, auch historisch belastete Orte, wie KZ-Gedenkstätten als Portale vorschlagen zu können. Nach der Kritik wurden entsprechende Portale gelöscht.

## Kooperationen
Bereits 2013 schloss Niantic mit Vodafone Deutschland einen Werbevertrag. Seitdem war jeder Vodafone-Shop gleichzeitig ein Ingress-Portal. Vodafone bot daher einen speziellen „Ingress“-Vertrag an. Neben einem erhöhten Datenvolumen erhielten die Kunden als Bonus für jede Aufladung der Guthabenkarte einen Passcode mit mehreren, teils seltenen Spiel-Gegenständen. Dieser Kooperationsvertrag ist im Februar 2015 ausgelaufen; alle Vodafone-Portale sind daher aus dem Spiel entfernt worden.
Von Dezember 2014 bis Dezember 2017 war AXA Versicherungen eine Partnerschaft mit Niantic eingegangen. Aufgrund der Partnerschaft erschienen das sogenannte AXA Shield, ein neuer Modifikator, sowie AXA-Portale an ausgewählten Filialen des Unternehmens. Diese wurden ab Dezember 2017, nach Ablauf der Kooperation, fortan als Aegis Shield bezeichnet
Anfang/Mitte Juni 2015 wurde eine Kooperation mit zwei japanischen Unternehmen bestätigt. Infolgedessen kamen zwei neue Items ins Spiel: Die MUFG-Kapsel (siehe Capsules) und der SoftBank Ultra Link (siehe Modifikator). Die Kooperation mit der Mitsubishi UFJ Financial Group endete im Dezember 2017. Die MUFG-Capsule trug fortan den Namen Quantum Capsule.